# Metropolregion Florianópolis
Die Metropolregion Florianópolis, portugiesisch Região Metropolitana de Florianópolis, ist eine Metropolregion im südbrasilianischen Bundesstaat Santa Catarina. Sie wurde am 6. Januar 1998 per Gesetz eingerichtet und hat ihren Sitz in der Stadt Florianópolis.

## Demografie und Ausdehnung
Die Metropolregion lag bis 2017 innerhalb der Mesoregion Florianópolis und umfasste im Nukleus neun Munizips der beiden Mikroregionen Florianópolis und Tabuleiro. 
Bei einer Fläche von 2.383,1 km² hatte sie eine Bevölkerungszahl von 1.014.105 Einwohnern (Schätzung Juli 2017), was einer Bevölkerungsdichte von 425,5 pro km² entspricht.
| Florianópolis             | 421.240 | 485.838   | 675,409   | Florianópolis |
| São José                  | 209.804 | 239.718   | 150,453   | Florianópolis |
| Palhoça                   | 137.334 | 164.926   | 395,133   | Florianópolis |
| Biguaçu                   | 58.206  | 66.558    | 367,891   | Florianópolis |
| Santo Amaro da Imperatriz | 19.823  | 22.609    | 344,049   | Florianópolis |
| Governador Celso Ramos    | 12.999  | 14.229    | 117,185   | Florianópolis |
| Antônio Carlos            | 7.458   | 8.327     | 233,574   | Florianópolis |
| Águas Mornas              | 5.548   | 6.298     | 327,358   | Tabuleiro     |
| São Pedro de Alcântara    | 4.704   | 5.602     | 140,016   | Florianópolis |
| Insgesamt                 | 877.166 | 1.014.105 | 2.383,177 |               |

Von Mitgliedern der Region bilden die Gemeinden Florianópolis, Biguaçu, São José und Palhoça eine im Zusammenhang besiedelte Agglomeration.